# Красноголовый красноклювый ткач
Красноголовый красноклювый ткач (Quelea erythrops) — вид птиц из семейства ткачиковых.
Длина тела птицы достигает 12 сантиметров. У самца в брачном наряде ярко-красная голова. Клюв светло-серый со светло-серым основанием. В остальное время этот красный цвет отсутствует, а самец напоминает самку с коричневым оперением и черноватыми продольными полосами, похожим на оперение воробьёв.
Кладка состоит из двух яиц. Инкубационный период длится 14 дней, высиживание — 21 день. Затем родительские птицы будут заботиться о птенцах ещё две недели.
Ареал распространения вида простирается от Сенегала до Эфиопии и на юг до Натала и на запад до Анголы. Средой обитания являются влажные саванны и луга.

## История изучения
Птица была добыта Карлом Вайсом на острове Сан-Томе в 1847 году. Его отправили в Гамбург, где новый вид описал Густав Хартлауб, который дал ему имя Ploceus erythrops. В 1951 году Ханс фон Бёттихер выделил новый род Queleopsis и поместил вид туда под современным названием.